# ラオホールディング国営公社
ラオホールディング国営公社 (Lao Holding State Enterprise:LHSE) は、ラオスの国営企業。
ナムトゥン2およびその他の大型輸出水力IPP の出資を目的に2005年2月に設立された、国営持株会社。現在、電力事業として株式の管理を行なっているのはナムトゥン2ダム (25%）、ホングサー火力発電 （発電20%、石炭採鉱25%)、ナムトゥン1ダム （20%)、ナムコング1ダム （20%)、セコン5ダム (20%)、ナムニアップ1ダム（25%） セコン4ダム 、ナムグム3ダム 、セーピアン・セーナムノイダムの9事業。すべてが完成した場合総発電量は5393MW、電力生産は年間29758MkWhとなり投資総額は105億5900万ドルである。
うち政府による投資は6億3700万ドル。またナムトゥン２ダムは2010年3月15日よりタイへの電力輸出を開始し、4月30日より売電をスタートし、同年12月9日には、チュンマリー・サイニャソーン国家主席、アピシットタイ首相、フランス代表者らが参加して公式操業開始式典が行われている。
火力発電としては2009年2月5日にJV契約を締結、ホングサー電力社を設立し、タイEGATへの売電契約を2009年5月13日に締結している。